# 日本鬼子：日中15年戰爭·原皇軍士兵的告白
《日本鬼子：日中15年战争·原皇军士兵的告白》是日本導演松井稔於2001年拍攝的電影。片長160分鐘，內容是多名年介八旬的退伍原日本軍人，對着鏡頭親自講述自己在戰爭中所犯的暴行。
由於電影內容與日本部分歷史教科書不盡相同，於日本國內放映時惹來頗大的迴響。
- 英語片名：JAPANESE DEVILS
- 英語副片名：Confessions of Imperial Army Soldiers from Japan's War Against China 
  - 2001年　葡萄牙特洛亞國際電影節銀海豚(Silva Dolphin)獎得獎
  - 2001年　慕尼黑國際紀錄片電影節特別獎得獎
  - 2001年　柏林國際電影節正式出品
  - 2001年　多倫多國際電影節正式出品

## 制作略歷
- 監督 松井稔
- 製作 小栗謙一
- 音楽 佐藤良介
- 經銷 イメージフォーラム
- 公開 2001年
- 上映時間 160分鐘
- 製作國家 日本
- 言語 日語

## 演出者
- 土屋芳雄
- 永富博道
- 船生退助
- 絵鳩毅
- 湯浅憲
- 篠塚良雄
- 榎本正代
- 金子安次
- 鈴木良雄
- 小山一郎
- 鹿田正夫
- 富永正三
- 久保田哲二
- 小林武司